# 神林正文
神林 正文（かんばやし まさふみ、1964年4月16日 - ）は、日本の男子元バレーボール選手。元サントリーサンバーズ所属。

## 来歴
長野県須坂市出身。法政二高から法政大学を経て1987年にサントリー入社。NECブルーロケッツ大竹秀之の208cmに次ぐ国内2番目の長身選手として活躍。1989年日本バレーボールリーグ（現Vプレミアリーグ）ブロック賞受賞。1994年に引退した。

## 受賞歴
- 1989年 - 第22回日本リーグ ブロック賞

## 所属チーム
- 市立墨坂中
- 法政二高
- 法政大学
- サントリーサンバーズ（1987-1994年）